# Bajna, Indien
Bājna är en ort i Indien.   Den ligger i distriktet Mathura och delstaten Uttar Pradesh, i den norra delen av landet, 90 km sydost om huvudstaden New Delhi. Bājna ligger 191 meter över havet och antalet invånare är 7 673.
Terrängen runt Bājna är mycket platt. Runt Bājna är det tätbefolkat, med 591 invånare per kvadratkilometer. Närmaste större samhälle är Khair, 16,8 km öster om Bājna. Trakten runt Bājna består till största delen av jordbruksmark.